# God's Plan
Singles de Drake
Bring It Back
(2017) Diplomatic Immunity
(2018)
God's Plan est une chanson du rappeur Drake sortie en janvier 2018, issue de l'EP Scary Hours puis présent sur le double album studio Scorpion.

## Histoire

### Clip vidéo
Le clip vidéo commence par le message : « Le budget pour cette vidéo était de $996,631.90. Nous avons tout donné. Ne le dites pas au label... ». Drake déambule dans les rues défavorisées de Miami et distribue tout l'argent alloué au clip à des passants. Cette action divise beaucoup, les critiques jugeant que le geste de Drake est « populiste » et ne sert qu'à « faire sa promotion sur le dos de la misère ». d

## Classements hebdomadaires
| Classement (2018)                       | Meilleure position |
| --------------------------------------- | ------------------ |
| Allemagne (Media Control AG)            | 1                  |
| Australie (ARIA)                        | 1                  |
| Autriche (Ö3 Austria Top 40)            | 3                  |
| Belgique (Flandre Ultratop 50 Singles)  | 5                  |
| Belgique (Wallonie Ultratop 50 Singles) | 4                  |
| Canada (Canadian Hot 100)               | 1                  |
| Danemark (Tracklisten)                  | 1                  |
| Écosse (Official Charts Company)        | 9                  |
| Espagne (PROMUSICAE)                    | 8                  |
| États-Unis (Billboard Hot 100)          | 1                  |
| États-Unis (Hot Dance Club Songs)       | 33                 |
| États-Unis (Hot R&B/Hip-Hop Songs)      | 1                  |
| États-Unis (Top 40 Mainstream)          | 4                  |
| États-Unis (Rhythmic)                   | 1                  |
| Finlande (Suomen virallinen lista)      | 3                  |
| France (SNEP)                           | 2                  |
| Grèce (IFPI)                            | 1                  |
| Hongrie (Single Top 40)                 | 18                 |
| Hongrie (Stream Top 40)                 | 3                  |
| Irlande (Irish Singles Chart)           | 1                  |
| Italie (FIMI)                           | 1                  |
| Norvège (VG-lista)                      | 1                  |
| Nouvelle-Zélande (RMNZ)                 | 1                  |
| Pays-Bas (Nederlandse Top 40)           | 2                  |
| Pays-Bas (Single Top 100)               | 1                  |
| Portugal (AFP)                          | 1                  |
| République tchèque (IFPI)               | 7                  |
| Royaume-Uni (UK Singles Chart)          | 1                  |
| Royaume-Uni (UK R&B)                    | 1                  |
| Slovaquie (IFPI)                        | 2                  |
| Suède (Sverigetopplistan)               | 1                  |
| Suisse (Schweizer Hitparade)            | 2                  |